# نووی اوسکول
شهر نووی اوسکول (به روسی: Новый Оскол) در کشور روسیه و در اوبلاست بلگورود واقع شده‌است.